# 岡山村 (滋賀県)
岡山村（おかやまむら）は、滋賀県蒲生郡にあった村。現在の近江八幡市中心部の北西、琵琶湖の沿岸、白鳥川の下流域にあたる。

## 地理
- 山岳：鶴翼山（八幡山）、岡山
- 湖沼：琵琶湖
- 河川：白鳥川

## 歴史
- 1889年（明治22年）4月1日 - 町村制の施行により、田中江村・加茂村・牧村・大房村・南津田村・船木村・小船木村の区域をもって発足。
- 1954年（昭和29年）3月31日 - 八幡町・金田村・桐原村・馬淵村が合併して近江八幡市が発足。同日岡山村廃止。